# NGC 6939
NGC 6939 é um aglomerado aberto na direção da constelação de Cepheus. O objeto foi descoberto pelo astrônomo William Herschel em 1798, usando um telescópio refletor com abertura de 18,6 polegadas. Devido a sua moderada magnitude aparente (+7,8), é visível apenas com telescópios amadores ou com equipamentos superiores. 